# Harkályformák
A harkályformák (Picinae) a madarak (Aves) osztályának harkályalakúak (Piciformes) rendjébe, ezen belül a harkályfélék (Picidae) családjába tartozó alcsalád.
Máig 216 recens harkályformát azonosítottak a kutatók.

## Tudnivalók
Az idetartozó madarak Észak-, Közép- és Dél-Amerikában, valamint Európában, Ázsiában - beleértve Japán, a Fülöp-szigetek és Indonézia egyes szigeteit is - és Afrikában - Madagaszkárt kivéve - fordulnak elő. Ausztrálián és az Antarktiszon nem találhatók meg.
Legfőbb közös jellemzőik: az erős, meghosszabbodott, vésőszerű csőr; a hosszú, ragadós nyelv, főleg a hímeknél a színes tolltaréj; a lábaik négy ujjban végződnek - ezekből kettő előre-, míg kettő hátramutat -; valamint sokuknál az erős és merev, hosszú faroktollak.
Mindegyikük fogyaszt rovarokat vagy azok lárváit; egyesek gyümölcsökkel, diókkal, tojásokkal és apró gerincesekkel egészítik ki étlapjukat.
A fészket faodvakba készítik. A tojások fehérek.

## Rendszertani felosztásuk
Az alcsaládba az alábbi 4 nemzetség és 31 nem tartozik:

### Dendropicini
- Chloropicus Malherbe, 1845 – 3 faj
- Dendrocopos Koch, 1816 – 13 faj
- Dendrocoptes Cabanis & Heine, 1863 – 3 faj
- Dendropicos Malherbe, 1849 – 12 faj
- Dryobates F. Boie, 1826 – 5 faj
- Leiopicus Bonaparte, 1854 – 1 faj
- Leuconotopicus Malherbe, 1845 – 6 faj
- Melanerpes (Melanerpes) Swainson, 1832 – 24 faj
- Picoides Lacépède, 1799 – 3 faj
- Sphyrapicus S.F. Baird, 1858 – 4 faj
- Veniliornis Bonaparte, 1854 – 14 faj
- Xiphidiopicus Bonaparte, 1854 – 1 faj
- Yungipicus Bonaparte, 1854 – 7 faj

### Malarpicini
- Campethera G.R. Gray, 1841 – 12 faj
- Dinopium Rafinesque, 1814 – 6 faj
- Geocolaptes Swainson, 1832 – 1 faj
- Hemicircus Swainson, 1837 – 3 faj
- Meiglyptes Swainson, 1837 – 4 faj
- Micropternus Blyth, 1845 – 1 faj

### Megapicini
- - Blythipicus Bonaparte, 1854 – 2 faj
  - Campephilus G.R. Gray, 1840 – 12 faj
  - Chrysocolaptes Blyth, 1843 – 8 faj
  - Gecinulus Blyth, 1845 – 2 faj
  - Reinwardtipicus Bonaparte, 1854 – 1 faj

### Picini
- - Celeus F. Boie, 1831 – 15 faj
  - Chrysophlegma Gould, 1850 – 3 faj
  - Colaptes Vigors, 1825 – 18 faj
  - Dryocopus F. Boie, 1826 – 6 faj
  - Mulleripicus Bonaparte, 1854 – 4 faj
  - Piculus Spix, 1824 – 7 faj
  - Picus Linnaeus, 1758 – 15 faj; típusnem

### Besorolatlan fosszilis harkályformák
Az alábbi fosszilis madarak a kutatások szerint ebbe a madáralcsaládba tartoznak, azonban még nem lehet meghatározni, hogy ezen belül melyik ágnak a tagjai.
- Palaeonerpes (Ogalalla kora pliocén; Hitchcock megye, USA) - talán a Dendropicinikhez tartozik
- Pliopicus (kora pliocén Kansas, USA) - talán a Dendropicinikhez tartozik
- cf. Colaptes DMNH 1262 (kora pliocén; a nebraskai Ainsworth nevű város mellett, USA) - talán a Picinikhez tartozik

## Képek

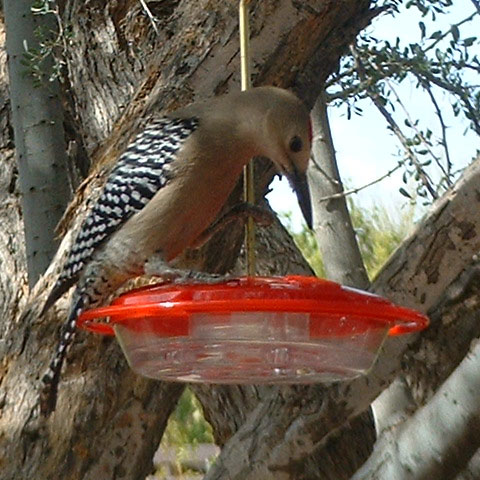
Gilaszalagos küllő (Melanerpes uropygialis)
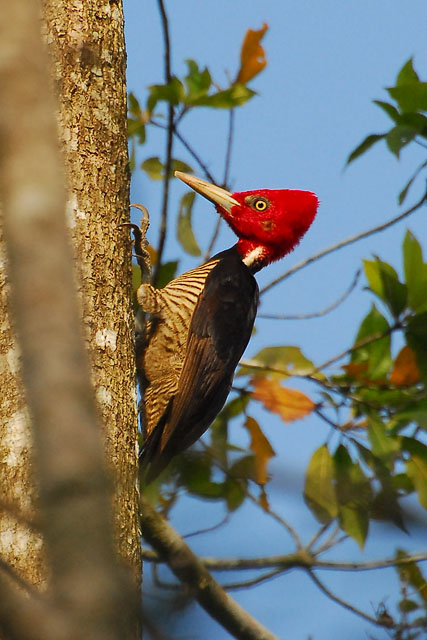
Hercegharkály (Campephilus guatemalensis)
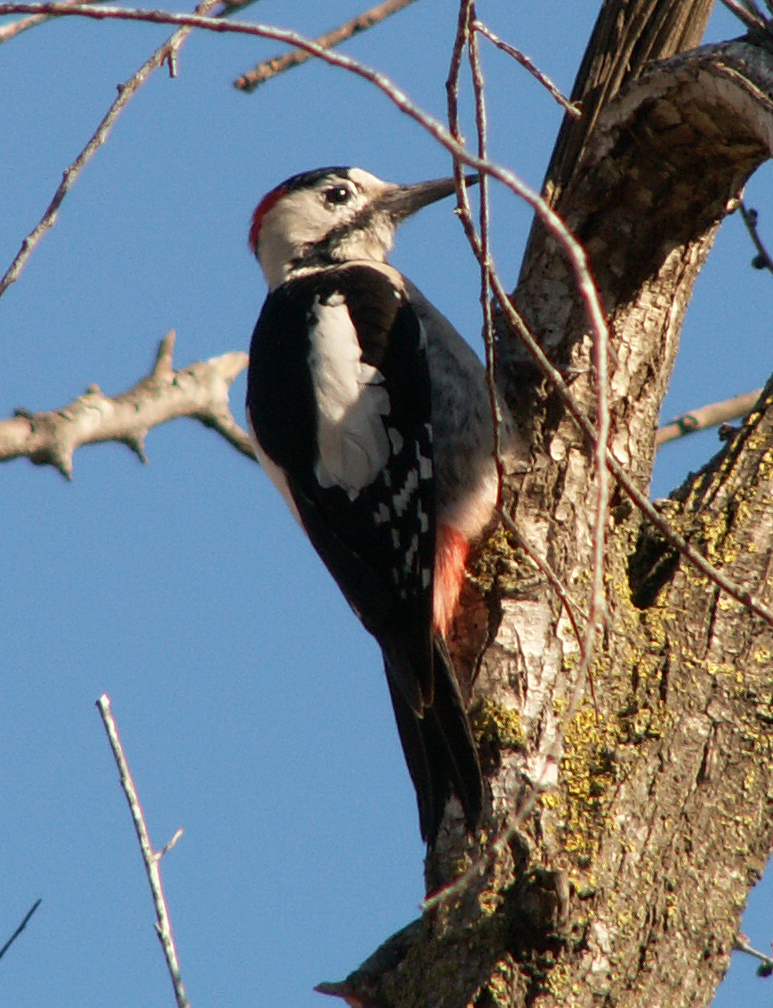
Balkáni fakopáncs (Dendrocopos syriacus)
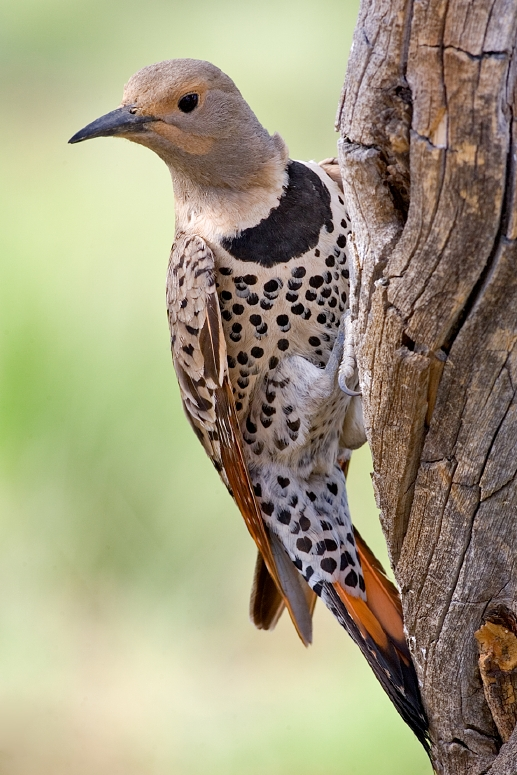
Aranyküllő (Colaptes auratus)
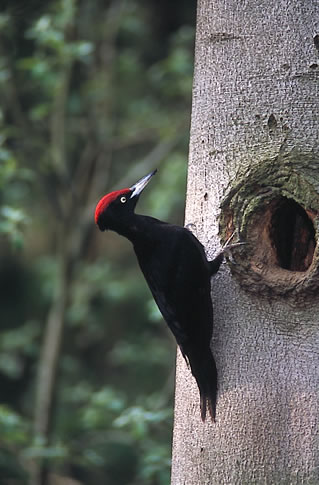
Fekete harkály (Dryocopus martius)
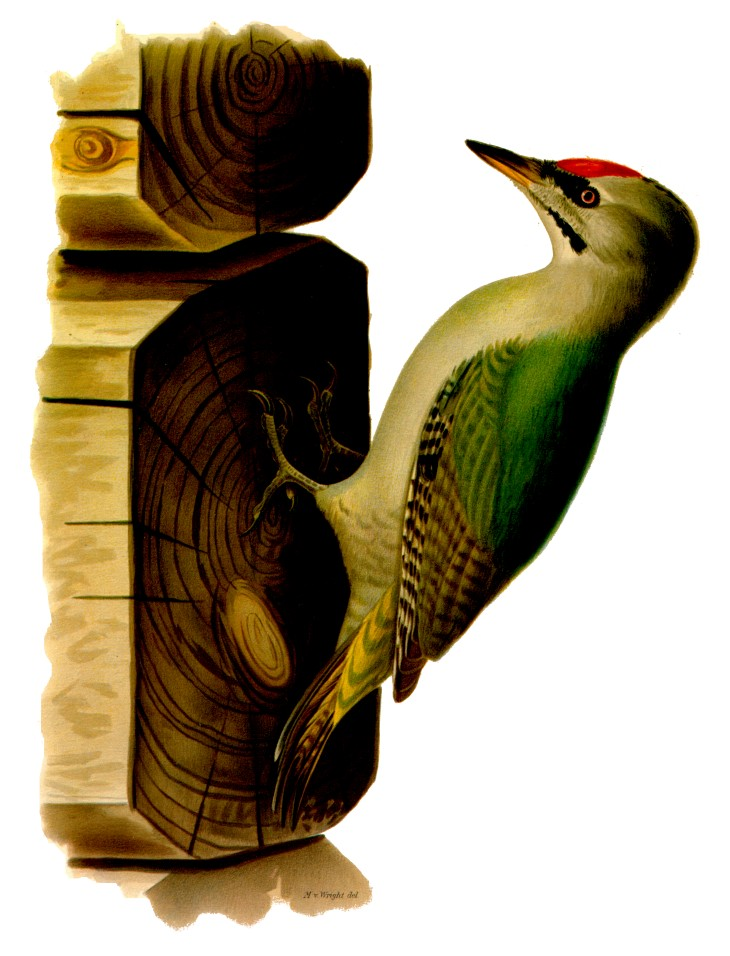
Hamvas küllő (Picus canus)

### Fordítás
- Ez a szócikk részben vagy egészben  a   Picinae című angol Wikipédia-szócikk ezen változatának fordításán alapul.  Az eredeti cikk szerkesztőit annak laptörténete sorolja fel. Ez a jelzés csupán a megfogalmazás eredetét és a szerzői jogokat jelzi, nem szolgál a cikkben szereplő információk forrásmegjelöléseként.